# Fustikträd
Fustikträdet, Maclura tinctoria, är en mullbärsväxtart som beskrevs av Carl von Linné 1753 som Morus tinctoria, och fördes till släktet Maclura av David Don 1841. Arten förekommer från Mexiko och Västindien till södra Sydamerika.
Fustikträdets ved har använts för att framställa det gula färgämnet morin, tidigare använt för färgning av textilier. Trädet (busken) och veden har därför även kallats gulträ och gulved. Veden har även kallats cubaholts, gulholts, gul bresilja och gammal fustik, medan trädet även kallats färgmullbärsträd.

## Bildgalleri

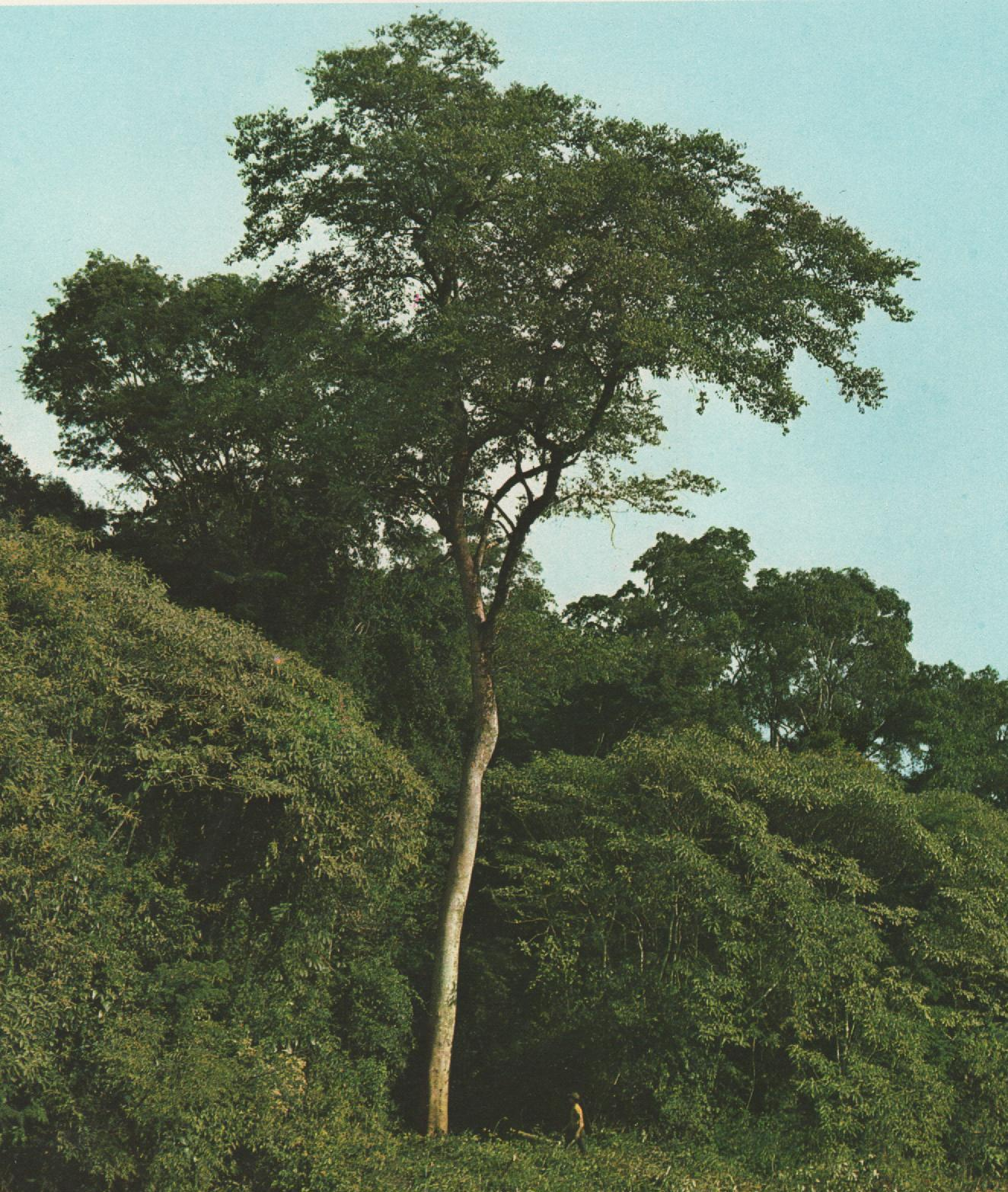
Strukturformel för morin.